# Gifu Broadcasting System
Gifu Broadcasting System (岐阜放送株式会社 Gifu Hōsō Kabushiki-gaisha?, GBS) es un servicio regional de radio y televisión que sirve a la Prefectura de Gifu, Japón. Su servicio de radio es una estación de AM independiente y su servicio de televisión es miembro de JAITS. La estación está marcada como Gifu Chan (ぎふチャン).